# فوكس يو إف سي
فوكس يو اف سي قتال الليلة (بالإنجليزية: Fox UFC Fight Night)‏ كانت العلامة التجارية المستخدمة في البث التلفزيوني لمسابقاتفنون القتال المختلطة من بطولة القتال النهائي (UFC) التي أنتجتها شركة فوكس سبورتس.

## المعلقون

### طاقم العمل على الهواء
- جون أنيك – مُعلق (2012–2018)[3]
- كارين براينت – مراسلة (2013–2018)
- جو باك – مُضيف استوديو (2011)
- دانيال كورميي – مُحلل/مُعلق (2014–2018)
- دومينيك كروز – مُحلل/مُعلق (2014–2018)
- نيكول دابو – مُضيف استوديو/مراسل (2012–2013)
- بريندان فيتزجيرالد – مُعلق (2017–2018)
- كيني فلوريان – مُضيف استوديو/مُحلل (2012–2018)
- جاي جليزر – مُضيف استوديو (2011–2013)[4]
- مايك غولدبرغ – مُعلق (2011-2016)
- آرييل حلواني – مراسل (2014–2016)
- كيرت مينفي – مُضيف استوديو (2012–2018)
- جو روغان – مُعلق (2011–2018)
- جيمي سميث – مُحلل/مُعلق (2018)
- بريان ستان – مُحلل (2012–2017)[5]